# ゼレノグラーツク風力発電所
ゼレノグラーツク風力発電所（ロシア語: Зеленоградская ВЭУ）はロシア連邦カリーニングラード州ゼレノグラーツク地区クリコヴォに存在する風力発電所。クリコヴォ風力発電所とも呼ばれる。ロシア最大級の風力発電所である。

## 建設
1998年5月、クリコヴォ村で0,6MWhの風力発電機が導入された。1998年10月10日、インターリエネルゴとデンマークの電力会社SEASエネルギーサービスはカリーニングラード地域でロシア最大の5MWの風力発電施設の建設計画に協力する互恵協定を締結した。インターリエネルゴはデンマーク政府の助成を得てデンマークのNoysomhed社で8年間利用された後の風力発電機20機を導入することを決定し、2000年までの4機が、2002年までの残りの16機が導入された。

## 概要
現在導入された風力発電の最大容量は5,1MWである。
発電所は以下のような構成である:
- Wind World 4200/600型、0,6MW、1機
- ベスタス製V27/225型、各0,225MW、20機

ゼレノグラード風力発電所は1992年から1993年に利用が開始された中古の風力発電機を購入し、発電所は1998年から2002年の機関に試運転した。2012年に5機の風力発電機の修理が行われた。
各年の風力発電所による発電は以下のようであった。
- 2008年 — 4 690 KWh[3]
- 2009年 — 3 538 KWh[4]
- 2010年 — 3 596 KWh[4]
- 2011年 — 3 878 KWh[2]
- 2012年 — 3 057 KWh[2]

2012年には電力生産のために必要な電力が0,33％にまで向上している。一方2012年の設置済み発電機の稼働率は6,8％であり、不均一な風負荷など気象条件によるものではあるが高くない値となっている。
発生した電気は地元の0.4kVの電圧の電力網を通して消費者に提供される。
2007年に発電された電気のKW時あたりの価格は、おそらく設備投資費を除いて25-35カペイカであった。

## 註
1. ↑  “巨大風力発電所の建設開始”.   ロシアNOW (2013年12月27日). 2014年6月7日閲覧。
2. 1 2 3 4  Годовой отчет ОАО «Калининградская генерирующая компания» за 2012 год
3. ↑  Годовой отчет ОАО «Калининградская генерирующая компания» за 2008 год
4. 1 2  Годовой отчет ОАО «Калининградская генерирующая компания» за 2010 год
5. ↑  «Янтарьэнерго» продолжает осваивать энергию ветра